# 2001 Einstein
Asteroid oz. planetoid 2001 Einstein je asteroid glavnega pasu. Njegova začasna oznaka je bila 1973 EB.
Gre za je svetel asteroid družine Madžarska iz najbolj notranjega območja asteroidnega pasu, s premerom približno 5 kilometrov.
Za odkritje je zaslužen švicarski astronom Paul Wild v observatoriju Zimmerwald blizu Berna, Švica, 5. marca 1973. Poimenovan je po fiziku Albertu Einsteinu.